# Plonévez-du-Faou
Plonévez-du-Faou é uma comuna francesa na região administrativa da Bretanha, no departamento Finisterra. Estende-se por uma área de 80,61 km². Em 2010 a comuna tinha 2 157 habitantes (densidade: 26,8 hab./km²).